# Фюльжанс Френель
Фюльжанс Френель (фр. Fulgence Fresnel ; 15 квітня 1795, Матье (Кальвадос) — 30 листопада 1855, Багдад) — французький сходознавець, дипломат . Брат фізика Огюстена Френеля.

## Біографія
Учень Сільвестра де Сасі. З 1826 продовжив вивчати арабську мову в маронітському коледжі в Римі.
У 1831 році поїхав до Єгипту, який став для нього другою батьківщиною. У 1837 році був призначений консульським агентом, а потім консулом у Джідді.
Займався вивченням хим'яритських написів, опублікував перший переклад цих написів у «Journal asiatique», завдяки чому вважається першим сабеїстом. Видав також кілька статей з історії Аравії доісламського періоду.
У 1851 році очолив наукову експедицію французького уряду до Месопотамії . В 1854 році експедиція завершила свою роботу, але Френель назавжди залишився в Багдаді. Праці експедиції, під назвою «Expédition en Mésopotamie», були видані за редакцією Юліуса Опперта в 1858–1863 роках.

## Праці
- L’Arabie vue en 1837-1838, Paris, Imp. nationale, 1871 ;
- « Lettre à M. Caussin de Perceval », 27 avril 1850, Journal asiatique, octobre 1850 ;
- Cinquième Lettre sur l’histoire des Arabes avant l’islamisme à M. Stanislas Julien, Djeddah, février 1838 ;
- « L'Arabie », dans Revue des deux Mondes, vol. 17, 1839
- Expédition scientifique en Mésopotamie, exécutée… de 1851 à 1854, par MM. Fulgence Fresnel, Félix Thomas et Jules Oppert, publiée par Jules Oppert ;
- Extraits d’une lettre de M. Fresnel… à M. Jomard,… sur certains quadrupèdes réputés fabuleux ;
- Lettre sur la géographie de l’Arabie ;
- Lettre sur la topographie de Babylone, écrite à M. Mohl ;
- Lettres sur l’histoire des Arabes avant l’islamisme, 1837 ;
- Lettres… à M. Mohl ;
- Mémoire de M. Fresnel, consul de France à Djeddah, sur le Waday (1848-1850) ;
- Notice sur le voyage de M. de Wrède dans la vallée de Doan et autres lieux de l’Arabie méridionale ;
- Notice sur les sources du Nil, à l’occasion d’une découverte récente ;
- Nouvelles et mélanges. Lettre à M. le rédacteur du Journal asiatique, 2 mai 1839 ;
- Pièces relatives aux inscriptions himyarites découvertes par M. Arnaud, [Signé : Arnaud et F. Fresnel] ;
- Recherches sur les inscriptions himyariques de San’à, Khariba, Mareb, etc..